# Gare de Faugères
La gare de Faugères est une gare ferroviaire française de la ligne de Béziers à Neussargues, située sur le territoire de la commune de Faugères, dans le département de l'Hérault en région Occitanie.
Elle est mise en service en 1858 par la Compagnie du chemin de fer de Graissessac à Béziers, puis gérée par la Compagnie des chemins de fer du Midi et du Canal latéral à la Garonne avant de devenir une gare de la Société nationale des chemins de fer français (SNCF).
Elle est fermée à la fin du XXe siècle.

## Situation ferroviaire
Établie à 259 mètres d'altitude, la gare de Faugères est située au point kilométrique (PK) 464,523 de la ligne de Béziers à Neussargues, entre les gares de Laurens (fermée) et de Bédarieux (ouverte), s'intercalait la halte de La Caumette (vers Bédarieux).
Ancienne gare de bifurcation elle est l'origine de la ligne de Faugères à Paulhan (fermée), avant la gare de Gabian (fermée).

## Histoire
La gare de Faugères est mise en service le 20 septembre 1858 par la Compagnie du chemin de fer de Graissessac à Béziers, lorsqu'elle ouvre à l'exploitation sa ligne de Béziers à Bédarieux. Elle est située à plus d'un kilomètre au sud du bourg centre de la commune de Faugères. 
Elle devient une gare de bifurcation le 10 avril 1877, avec la mise en service, par la Compagnie du Midi, de la section de Faugères à Gabian de la ligne de Faugères à Paulhan.
Vers 1900, la gare dispose, du bâtiment voyageurs et d'une halle à marchandises, de deux quais dont un central, de trois voies à quai et d'un faisceau de voies de garages (voir photo ancienne).
Elle perd sa fonction de gare de bifurcation au début des années 1970, avec la fermeture du trafic voyageurs le 14 novembre 1970, puis du trafic marchandises le 3 avril 1972, sur la ligne de Faugères à Paulhan.
Elle est fermée à tout trafic vers la fin du XXe siècle.

## Service des voyageurs
Gare fermée.

## Patrimoine ferroviaire
L'ancien bâtiment voyageurs, édifié par la Compagnie du chemin de fer de Graissessac à Béziers, est toujours présent sur le site de la gare bien qu'il ne soit plus utilisé pour le service ferroviaire.